# Roston
Roston – przysiółek w Anglii, w Derbyshire. Leży 22,7 km od miasta Derby, 25,3 km od miasta Matlock i 199,7 km od Londynu. Roston jest wspomniana w Domesday Book (1086) jako Roschintone/Roschintun.